# Wartberg (Naumburg)
Der Wartberg ist ein 430,8 Meter hoher Berg, circa 2 Kilometer östlich von Naumburg im Landkreis Kassel.

## Historie
Auf nordwestlicher Seite befindet sich ein historischer Steinbruch.

## Heutige Nutzung

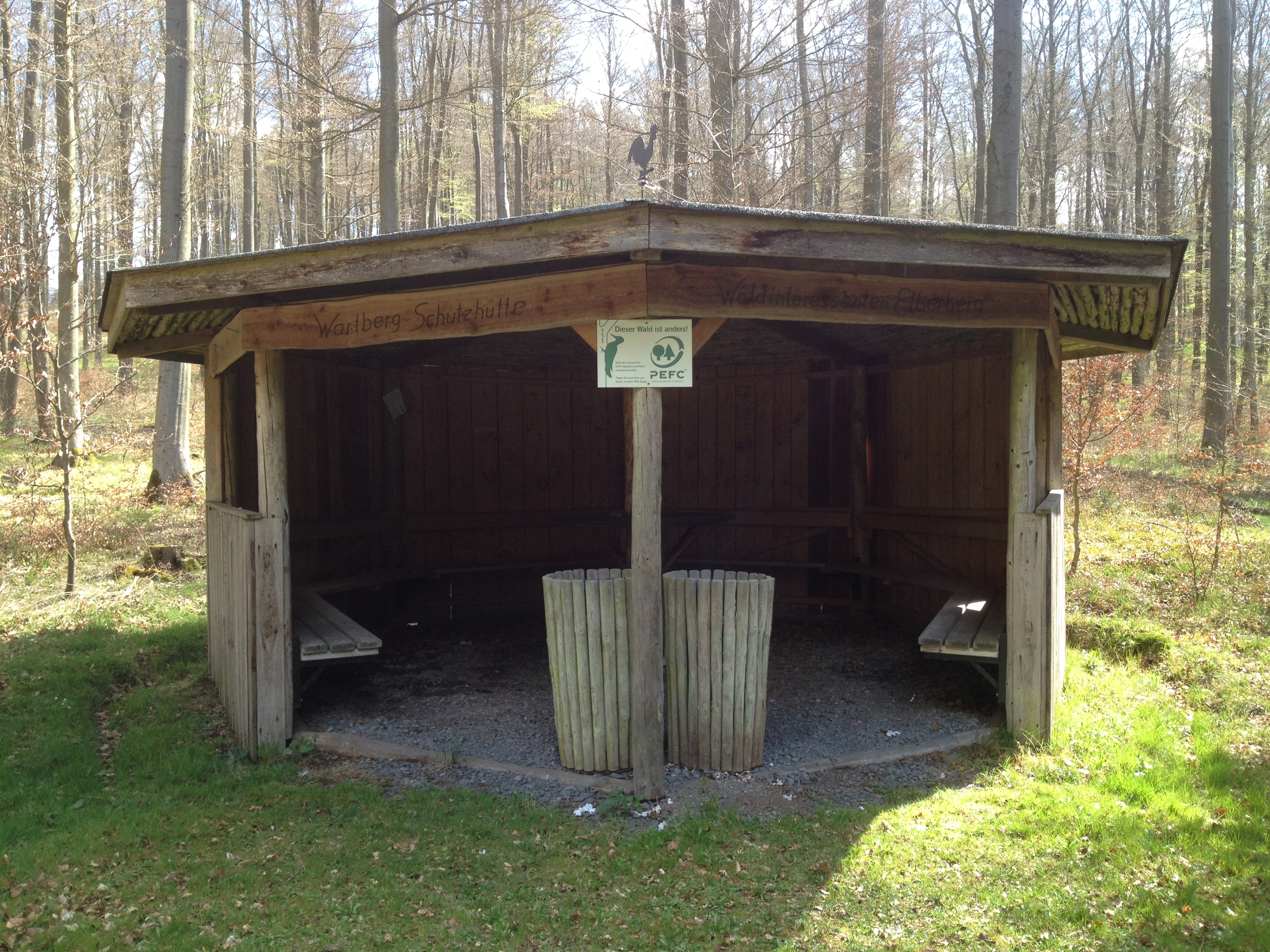
Wartberg Schutzhütte

Der Wartberg ist bekannt für seine Schutzhütte der Waldinteressenten Elbernberg und auch für seine vielfältigen Wander- und Radwege.
Auch die ADAC Rallye Bad Emstal des MSC Emstal findet teilweise auf der kurvigen Bergstrecke statt.